# Hariclea Darclée

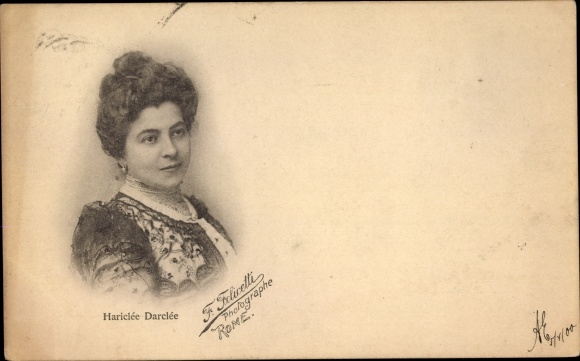
Hariclea Darclée

Hariclea Hartulari Darclée (geboren als Hariclea Haricli * 10. Juni 1860 in Brăila; † 10. Januar 1939 in Bukarest) war eine rumänische Opernsängerin in der Stimmlage Sopran und erste Interpretin der Floria Tosca in der am 14. Januar 1900 im Teatro Costanzi in Rom uraufgeführten Oper Tosca von Giacomo Puccini.

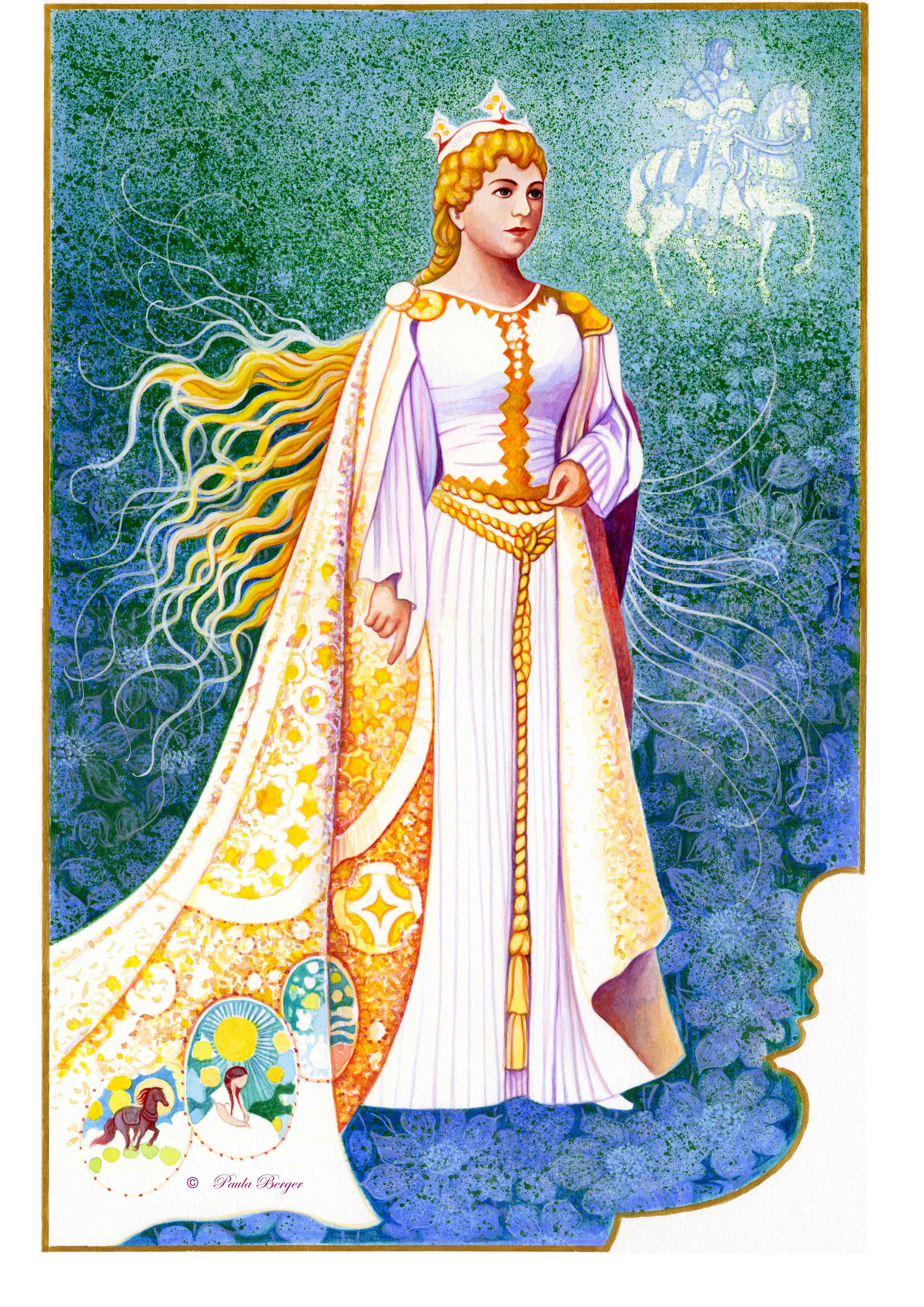
Hariclea Darclee in der Rolle der Elisabeth in Tannhäuser am Teatro alla Scala in Mailand

## Leben
Als Tochter des Großgrundbesitzers Ion Haricli und dessen Ehefrau Mary Aslan, einer Enkelin der Prinzessin Smaragda aus dem Hause der Fürsten Mavrokordatos, studierte sie Klavier und nahm Gesangsunterricht am Lobkowicz Konservatorium in Wien bei der deutschen Musikpädagogin Mathilde Marchesi de Castrone, in Bukarest bei der französischen Lehrerin Madame La Kerre sowie am Pariser Konservatorium bei Edmond Duvernoy. Sie debütierte am 14. Dezember 1888 in der Rolle der Marguerite in Charles Gounod Oper Faust, an der Großen Oper Paris. Nach diesem Auftritt begann sie eine Sommer-Tournee durch die großen Opernhäuser Europas.

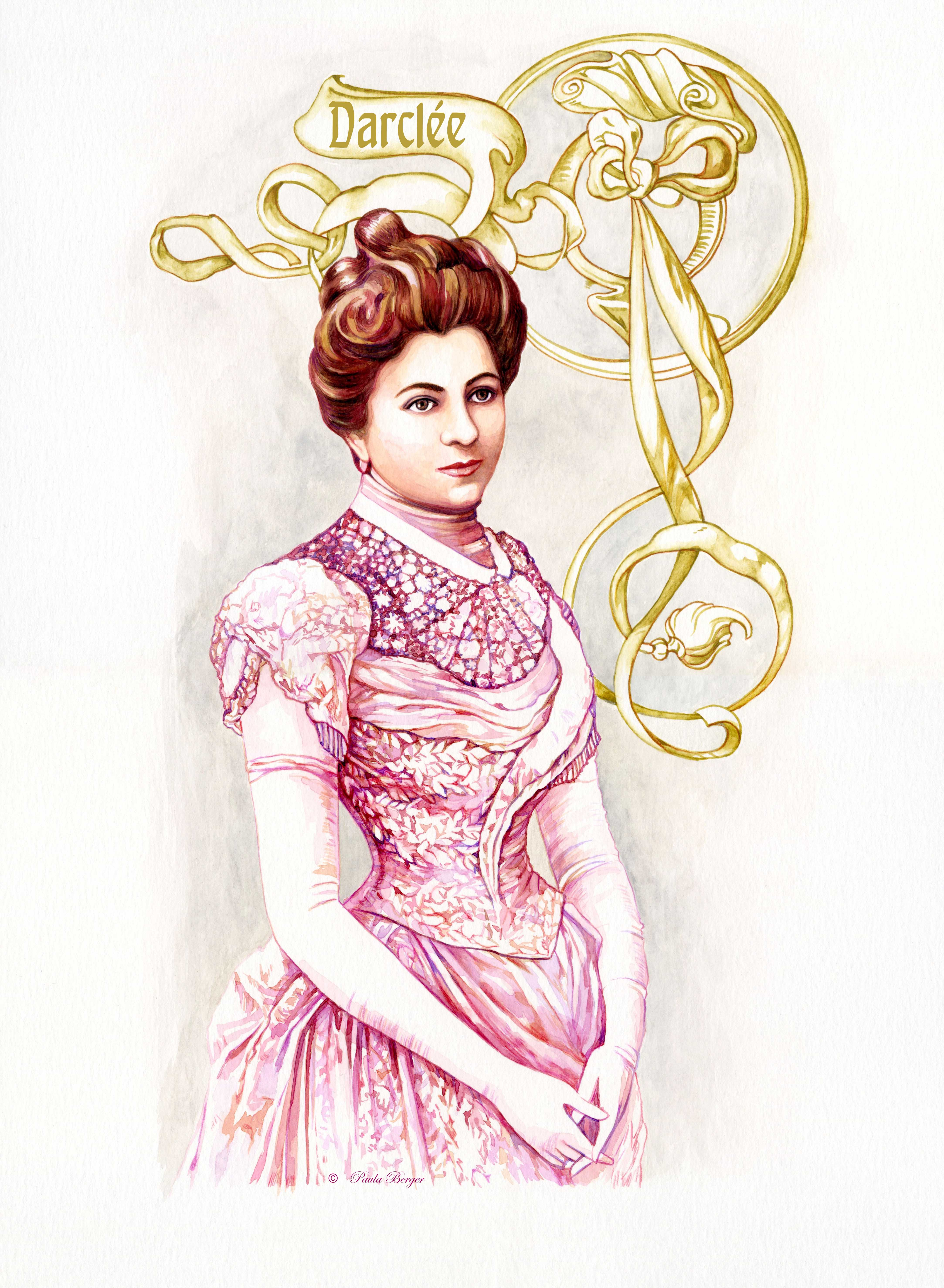
Hariclea Darclée

Am 26. Dezember 1890 trat sie erstmals am Mailänder Opernhaus Teatro alla Scala auf. Hier übernahm sie die Rolle der Chimène in dem Stück Le Cid des französischen Opernkomponisten Jules Massenet. Dieser Aufführung wohnte Giuseppe Verdi nachweislich persönlich bei. Auf dieser prestigeträchtigen Bühne absolvierte sie noch 116 Auftritte, wie sie auch an den Bühnen von St. Petersburg, Madrid und Bukarest auftrat. Durch ihre erfolgreiche Bühnenpräsenz in der Zeit von 1893 bis 1910 wurde sie zur berühmten Opernpersönlichkeit. Darclée eroberte in kürzester Zeit die wichtigsten Bühnen in Paris, Berlin, Florenz, Rom, Buenos Aires, Lissabon, Monte Carlo, New York und Moskau. Giacomo Puccini schnitt die Rolle der Floria Tosca auf sie zu und komponierte den Titel Vissi d’arte, Vissi d’amore für ihre Stimme. Durch ihre Sprachkenntnisse in Deutsch, Französisch, Italienisch, Spanisch, Englisch, Griechisch und Russisch wurde sie von großen Komponisten wie Verdi, Ruggero Leoncavallo, Massenet, Catalani und Puccini sehr geschätzt. Sie arbeitete auch mit anderen bekannten Operngrößen wie Enrico Caruso, Emilio de Marchi, Eugenio Giraldoni, Titta Ruffo und dem Dirigenten Arturo Toscanini zusammen. Ihren letzten Bühnenauftritt absolvierte sie, nach 25 erfolgreichen Jahren, am Teatro della Pergola in Florenz.
Die Presse bezeichnete sie im Laufe der Zeit als die „Nachtigall der Karpaten“, als „verehrte Nachtigall“, „Maiastra Märchenvogel“, „Stimme zu Beginn des Jahrhunderts“, „die größte Sängerin unserer Zeit“ und die Enzyklopädie dello Spettacolo als „die größte Sängerin der Welt seit 25 Jahren.“ So hat sie mehrere Auszeichnungen erhalten, unter anderen den Orden „Bene Merenti“ Klasse von Carol I., sowie die Ottomanische „Artistic Medal“ und den „Großoffizier Sefakatului“. Im Geburtsland völlig vergessen, kehrte sie im September 1936 endgültig nach Rumänien zurück mit der Absicht, eine Arbeit an einem Konservatorium oder an der Rumänischen Oper zu finden. Ihr noch größerer Wunsch war es, eine Schule für Gesang zu gründen, und sie hoffte auf eine staatliche Unterstützung, welche aber ausblieb.
Sie starb verarmt am 10. Januar 1939 in Bukarest und wurde dort auf dem Friedhof „Bellu“ beigesetzt. Die Beerdigung wurde von der italienischen Botschaft finanziert.

## Repertoire
Hariclea Darclée sang 58 Rollen in 56 Opern (32 ältere Opern, zwölf Uraufführungen und 16 Opern in wichtigen Erstaufführungen) von 31 Komponisten (12 ältere Komponisten und 19 junge Komponisten mit Uraufführungen neuer Opern); damit nimmt die Künstlerin eine singuläre Stellung in der gesamten Operngeschichte ein.
- Daniel-François-Esprit Auber – La muette de Portici (Luisa).
- Georges Bizet – Carmen (Carmen).
- Arrigo Boito – Mefistofele (Margherita).
- Alfredo Catalani – La Wally (Wally) – für sie geschrieben und von ihr uraufgeführt am Teatro alla Scala in Mailand am 20. Januar 1892.
- Alexis Catargi – Enoch Arden (Ammie Lee) – für sie geschrieben und von ihr uraufgeführt am Nationaltheater Bukarest 1904.
- Isidore De Lara – Amy Robsard (Amy Robsard) – für sie geschrieben und von ihr uraufgeführt an der Opera Monte Carlo im April 1897.
- Gaetano Donizetti – Don Pasquale (Norina); L’elisir d’amore (Adina); Linda di Chamounix (Linda); Lucrezia Borgia (Lucrezia); Maria di Rohan (Maria).
- Alberto Franchetti – Cristoforo Colombo (Isabella di Aragona, Ikuamota) – für sie geschrieben und von ihr uraufgeführt in Genua am 6. Oktober 1892.
- Michail Glinka – Ivan Susanin (Vania) – französische Erstaufführung in Nizza 1890.
- Carlos Gomes – Condor (Odalea) – für sie geschrieben und von ihr uraufgeführt am Teatro alla Scala in Mailand am 21. Februar 1891; I Guarany (Cecilia).
- Charles Gounod – Faust (Marguérite); Roméo et Juliette (Juliette);
- Fromental Halévy – La Juive (Rachèle).
- Ruggero Leoncavallo – Pagliacci (Nedda) – Rumänische Erstaufführung am Nationaltheater Bukarest 1903; Zaza (Zaza).
- Luigi Mancinelli – Hero e Leandro (Hero) – für sie geschrieben und von ihr uraufgeführt in Madrid 1897.
- Pietro Mascagni – Cavalleria rusticana (Santuzza) – Rumänische Erstaufführung am Nationaltheater Bukarest in 1891; L’amico Fritz (Suzel) – Erstaufführung am Teatro della Pergola Florenz 1891 und am Nationaltheater Bukarest 1910; Iris (Iris) – für sie geschrieben und von ihr uraufgeführt am Teatro dell’Opera Rom, am 22. Januar 1898, Erstaufführung am Teatro alla Scala di Milano am 19. Januar 1899 and Erstaufführung am Nationaltheater Bukarest 1908; I Rantzau (Luisa) – für sie geschrieben und von ihr uraufgeführt im Teatro della Pergola Florenz am 10. November 1892 und in der Erstaufführung am Teatro dell’Opera Rom am 26. November 1892.
- Jules Massenet – Le Cid (Chimène) – italienische Erstaufführung am Teatro alla Scala Mailand am 26. Dezember 1890; Manon (Manon); Thaïs (Thaïs).
- Giacomo Meyerbeer – L’Africaine (Selika); Les Huguenots (Königin, Valentine) – Rumänische Erstaufführung am Nationaltheater Bukarest 1897;
- Wolfgang Amadeus Mozart – Don Giovanni (Zerlina).
- Giovanni Pacini – Saffo (Saffo) – Erstaufführung am Teatro dell’Opera Rom am 28. Oktober 1911.
- Ubaldo Pacchierotti – Eidelberga mia (Catina) – für sie geschrieben und von ihr uraufgeführt am Teatro Colón Buenos Aires 1909.
- Ettore Panizza – Aurora (Aurora) – für sie geschrieben und von ihr uraufgeführt am Teatro Colón Buenos Aires 1909.
- Giacomo Puccini – Manon Lescaut (Manon Lescaut) – für sie geschrieben und Uraufführung am Teatro alla Scala in Mailand am 27. März 1897; La Bohème (Mimì) – amerikanische Erstaufführung am Teatro Colón Buenos Aires 1896 und Rumänische Erstaufführung am Nationaltheater Bukarest am 15. Januar 1903; Tosca (Floria Tosca) – für sie geschrieben; die Sopran-Arie war eine Hommage Puccinis und wurde im Auftrag Hariclea Darclées geschrieben; Uraufführung am Teatro dell’Opera Rom am 14. Januar 1900 und Erstaufführung am Teatro Regio Turin am 20. Februar 1900, Teatro alla Scala in Mailand am 17. März 1900, Lissabon am 19. Januar 1901, Nationaltheater Bukarest am 18. Januar 1902 und Oper Monte Carlo am 28. März 1903.
- Luigi und Federico Ricci – Crispino e la comare (La Comare).
- Gioachino Rossini – Guillaume Tell (Matilde d’Absburgo); Stabat Mater (Sopran).
- Anton Rubinstein – Damon (Tamara).
- Camille Saint-Saëns – Proserpine (Proserpine).
- Richard Strauss – Der Rosenkavalier (Marschalin) – italienische Erstaufführung am Teatro dell’Opera Rom am 14. November 1911.
- Ambroise Thomas – Hamlet (Ofélie); Mignon (Mignon).
- Pietro Vallini – Il Voto (Maria) – für sie geschrieben und von ihr uraufgeführt am Teatro dell’Opera Rom am 27. November 1894.
- Giuseppe Verdi – Aida (Aida); Un ballo in maschera (Amelia); Otello (Desdemona); Rigoletto (Gilda); Simon Boccanegra (Amelia-Maria) – Erstaufführung am Teatro dell’Opera Rom am 17. Mai 1892; La traviata (Violetta Valery); Il trovatore (Leonora).
- Richard Wagner – Die Meistersinger (Eva); Lohengrin (Elsa); Tannhäuser (Elisabeth) – italienische Erstaufführung am Teatro alla Scala in Mailand am 29. Dezember 1891 und am Teatro Colón of Buenos Aires 1897.